# Tamias rufus
Tamias rufus är en däggdjursart som först beskrevs av Hoffmeister och Ellis 1979.  Den ingår i släktet jordekorrar och familjen ekorrar. IUCN kategoriserar arten globalt som livskraftig. Inga underarter finns listade i Catalogue of Life.

## Beskrivning
Pälsfärgen varierar, men är vanligen brunorange med inslag av grå områden. På ovansidan har de mörkare längsstrimmor omväxlande med ljusare. Ansiktet har strimmor i rödbrunaktigt och vitt. Svansen är blandat svart och kastanjefärgad på ovansidan, kastanjebrun med svaga svarta längsstrimmor på sidorna. Arten har 22 tänder. Den är en liten jordekorre, med en kroppslängd mellan 20 och 23,5 cm och en vikt mellan 48 och 59 g. Som vanligt bland jordekorrar är honorna något större än hanarna.

## Ekologi
Arten, som lever på höjder mellan 1 290 och 2 700 m, föredrar klippiga habitat som klippbaserade tall- och enskogar med buskartad undervegetation (bland annat malörtsarter), rullstenssluttningar med flera terrängtyper. Den är dagaktiv, med toppar under tidig morgon och sen eftermiddag. Speciellt under sommaren undviker de middagstimmarna.
Jordekorren nyttjar träd och buskage som skydd, och inrättar sina bon under stenbumlingar eller buskar. Arten sover vintersömn under november till februari–april, men sömnen är inte speciellt djup; det händer ofta att jordekorren vaknar och lämnar vintervistet för ett tag.

### Föda och predation
Födan består framför allt av olika bär och frön. Under försommar och sommar lever den främst på gröna växtdelar, och under hösten på nötter. Vattenbehovet är stort. Arten använder sina kindpåsar för att transportera föda, och lägger upp förråd för senare bruk.
Själv utgör arten föda för prärievarg, långsvansad vessla och prärievråk. Snokarten Pituophis catenifer kan ta ungar.

### Fortplantning
Ceremonierna kring leken är inte kända, men det antas att flera hanar samlas och tävlar om en brunstig hona, precis som hos andra jordekorrar. Arten parar sig strax efter vintersömnens avslutning. Efter en dräktighet mellan 30 och 33 dygn föder honan mellan 4 och 7 nakna, outvecklade ungar. De dias mellan 6 och 7 veckor, men redan efter 5 veckor börjar de tillfälligtvis lämna boet. Fast föda börjar ätas vid omkring 6 veckors ålder. Individerna blir könsmogna vid 10 till 12 månaders ålder.

## Utbredning
Utbredningsområdet utgörs av västra USA omfattande västra Colorado, östra Utah och nordöstra Arizona.